# Мирзоян, Арсен Романович
Арсен Романович Мирзоян (укр. Арсен Романович Мірзоян; род. 20 мая 1978, Запорожье) — украинский певец, участник шоу «Голос страны». Заслуженный артист Украины (2020).

## Биография
Родился и вырос в Запорожье. В 1995—2000 учился в Запорожскую государственную инженерную академию по специальности «инженер цветной металлургии».
После окончания вуза работал на «Мотор Сич» в Запорожье. После того как почти вся вузовская команда КВН устроилась на работу на ОАО «Запорожсталь» и организовала там одноимённую команду, был приглашён на работу в механический цех комбината, где проработал 12 лет мастером участка.
В 2000 году полностью потерял слух на левое ухо, в 2004 — на правое. Однако врачи благодаря протезированию вернули ему возможность заниматься музыкой.
В браке с Тоней Матвиенко. Имеет двух сыновей от первого брака, а 15 января 2016 года Антонина Матвиенко родила Арсену дочь Нину.

## Музыкальная карьера

### Начало
Профессионального музыкального образования не имеет. В 1998 году его пригласили в одну из «дворовых» рок-групп. Потом — в группу «Тотем», которая — после неоднократных изменений состава постепенно превратилась в группу «Бабурка». Именно с этим коллективом принял участие в фестивалях «Жемчужины Сезона» и «Червона Рута». На одном из них познакомился с Александром Положинским, лидером группы «Тартак», который вскоре стал ведущим проекта «Свежая кровь» телеканала М1, главной целью которого был поиск молодых талантливых групп и исполнителей. В одну из таких программ Положинский пригласил Арсена вместе с группой. Впоследствии в 2008 году, Положинский пригласил принять участие в фестивале «Таврийские игры» в составе собственной группы «Тартак», где Арсен вместо Андрея Пидлужного исполнял песню «Не говоря никому». В 2008 году стал финалистом телевизионного проекта канала ТНТ-Россия «Смех без правил».

### Голос Страны
В 2011 году стал участником шоу «Голос страны», пройдя отборочные этапы и попал в прямые эфиры в составе команды Стаса Пьехи. На проекте среди участников и организаторов проекта за Арсеном закрепилось звание «бунтаря». Занял четвёртое место в финале, где исполнил авторскую песню «Ночь», которая впоследствии вошла в альбом под другим названием «Беременные будущим». В 2012 году стал музыкальным советником Светланы Лободы на шоу «Голос. Дети (Украина)».

### Выход двух альбомов
30 ноября 2011 года состоялась презентация дебютного альбома «Пуговицы». Альбом состоит из десяти песен и бонус-трека — песни «Ивана Купала» — авторской песни Арсена, которую он исполняет дуэтом с Тоней Матвиенко. В 2013 году вышел второй студийный альбом «Неудобные кровати», в который вошло 11 песен.

## Другие творческие эксперименты
На протяжении нескольких лет играл в составе команды КВН Запорожсталь в центральных лигах ТО «Амик». Является резидентом «Камеди Клаб Украина», а также комедийного шок-шоу «Хулиганы» (Запорожье). Финалист телевизионного проекта канала ТНТ «Смех без правил» (2008). 
В 2013 году принимал участие в экстремально спортивно-розвлекательном проекте «Вышка» по формату Celebrity Splash на 1+1, но вылетел во втором раунде.
В 2021 году принимал участие в музыкальном проекте «Маска» на телеканале «Украина».

## Другие таланты
В школьные и студенческие годы играл в театре и профессионально занимался гандболом. В литературе отдаёт предпочтение Анне Ахматовой и Игорю Северянину.

## Дискография

### «Пуговицы» (2011)
30 ноября 2011 года вышел дебютный альбом «Пуговицы». В него вошло 11 авторских песен:
1. Тесто
2. Курам на смех
3. Пуговицы
4. Конец любви
5. Скажи почему
6. Не на людях
7. Бувай, малий
8. Беременные будущим
9. Не тебе
10. Для всех
11. Ивана Купала (feat. Тоня Матвиенко)

### «Неудобные кровати» (2013)
В 2013 году вышел второй студийный альбом «Неудобные кровати». В который вошло 11 песен:
1. Когда ты пойдешь;
2. Капроновые банты;
3. Пята Ахилла;
4. Зимний пляж;
5. Полоска;
6. Несвоевременная;
7. Москва-Новосибирск;
8. На границе зимы;
9. Винни-Пух;
10. Пилигрим;
11. Когда весна придет, не знаю (feat. Александр Пономарев).

## Клипы
- 2010 — «Бувай, малий»
- 2012 — «Винни-Пух»
- 2013 — «Когда ты уйдешь»
- 2014 — «Ивана Купала»
- 2015 — «Можешь как»
- 2016 — «Другие двери»
- 2017 — «Джералдіна»